# Cis hystriculus
Cis hystriculus är en skalbaggsart som beskrevs av Thomas Casey 1898. Cis hystriculus ingår i släktet Cis och familjen trädsvampborrare. Inga underarter finns listade i Catalogue of Life.